# 阿道夫·萨克斯
安托萬-約瑟夫·「阿道夫」·薩克斯（法語：Antoine-Joseph "Adolphe" Sax，法語發音：[ɑ̃twan ʒozɛf adɔlf saks]；1814年11月6日—1894年2月4日），比利時音樂家及發明家，主修長笛及單簧管，發明了薩克斯風、柔音號、薩克斯號等一系列樂器。

## 生平
色士1814年生於比利時迪南，「阿道夫」是他童年時的暱稱；雙親均為樂器設計師，曾經修改過法國號的設計。他在少年時就熱衷於製作樂器，在15歲曾把由他製造的兩支長笛及一支單簧管送往參加比賽；後來，他在布魯塞爾皇家音樂學院研習聲樂及演奏這兩種樂器。
色士畢業後就一直致力於改良及設計新樂器，如他在24歲時就改進了低音單簧管的設計並得到專利。1840年，他根據特奥巴尔德·彪姆（Theobald Boehm）的彪姆式長笛原理發明了薩克斯風。1841年，薩克斯為了使其技術更為成熟、擴展視野，舉家定居於巴黎。1844年的一場展覽中，他展出了由他製作的有鍵軍號、色士小號及薩克斯號等，當中薩克斯號仍時為現代樂團所使用，亦是後來的柔音號和粗管上低音號之基礎。
1846年，他取得薩克斯風的發明專利，並於法國巴黎開辦專門生產薩克斯風的樂器廠，並先後生產了高音、小高音、中音、次中音、低音、倍低音等十四種薩克斯風。
1845年薩克斯向法國國防部長魯米尼伯爵（Count Rumigny）毛遂自薦；為比較傳統樂器和他設計的樂器，於4月22日薩克斯指揮38人的新式樂團，在戰神廣場與傳統軍樂團同場較量，結果薩克斯之樂團受青睞，其樂器進而成了法國軍樂團的標準樂器。1853年歐洲部分國家逐漸啟用了薩克斯風。這也使薩克斯風很快以軍樂的形式響譽整個歐洲乃至全世界。
因其作為比利時人的身份，他於法國備受排擠，甚至讓他被敵對的樂器廠商就其發明之專利控告他，導致他於1856年及1873年兩度宣告破產。

色士曾先後在1853年和1858年患上唇癌，但最後都能完全康復；1894年，他卻在窮困潦倒中於巴黎逝去，葬於蒙馬特公墓，死後由其子繼承其業。

其他由色士發明的樂器
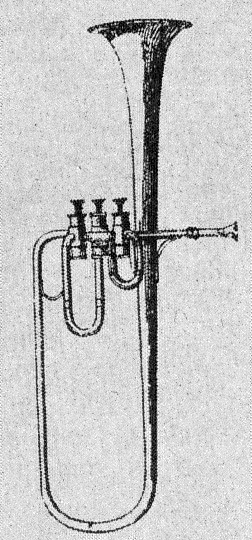
薩克斯小號（Saxotromba）
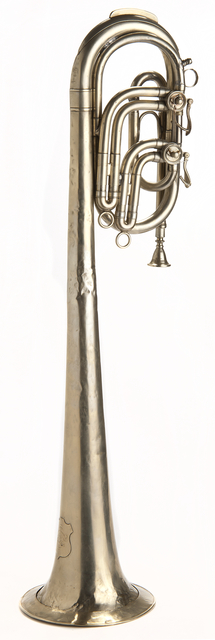
薩克號（Saxhorn）
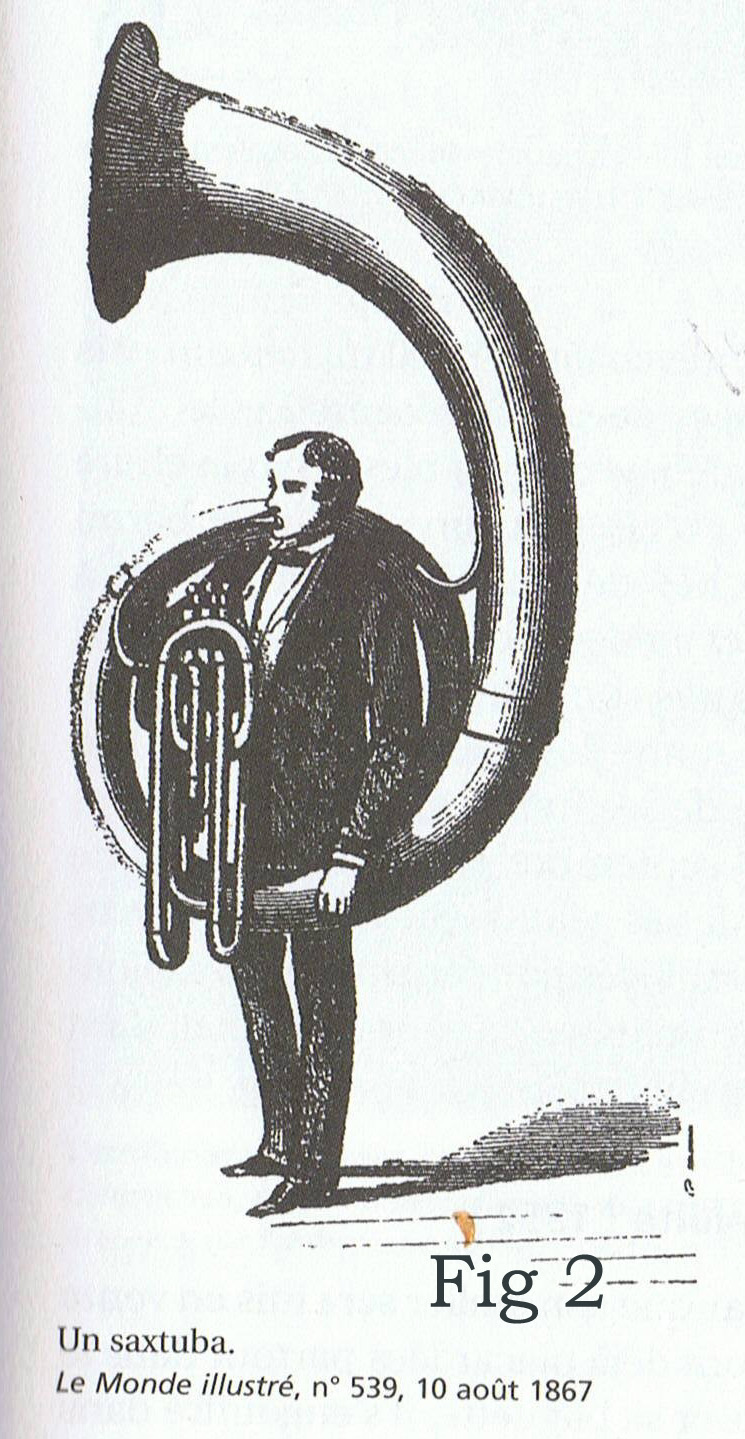
薩克斯低音號（Saxtuba）
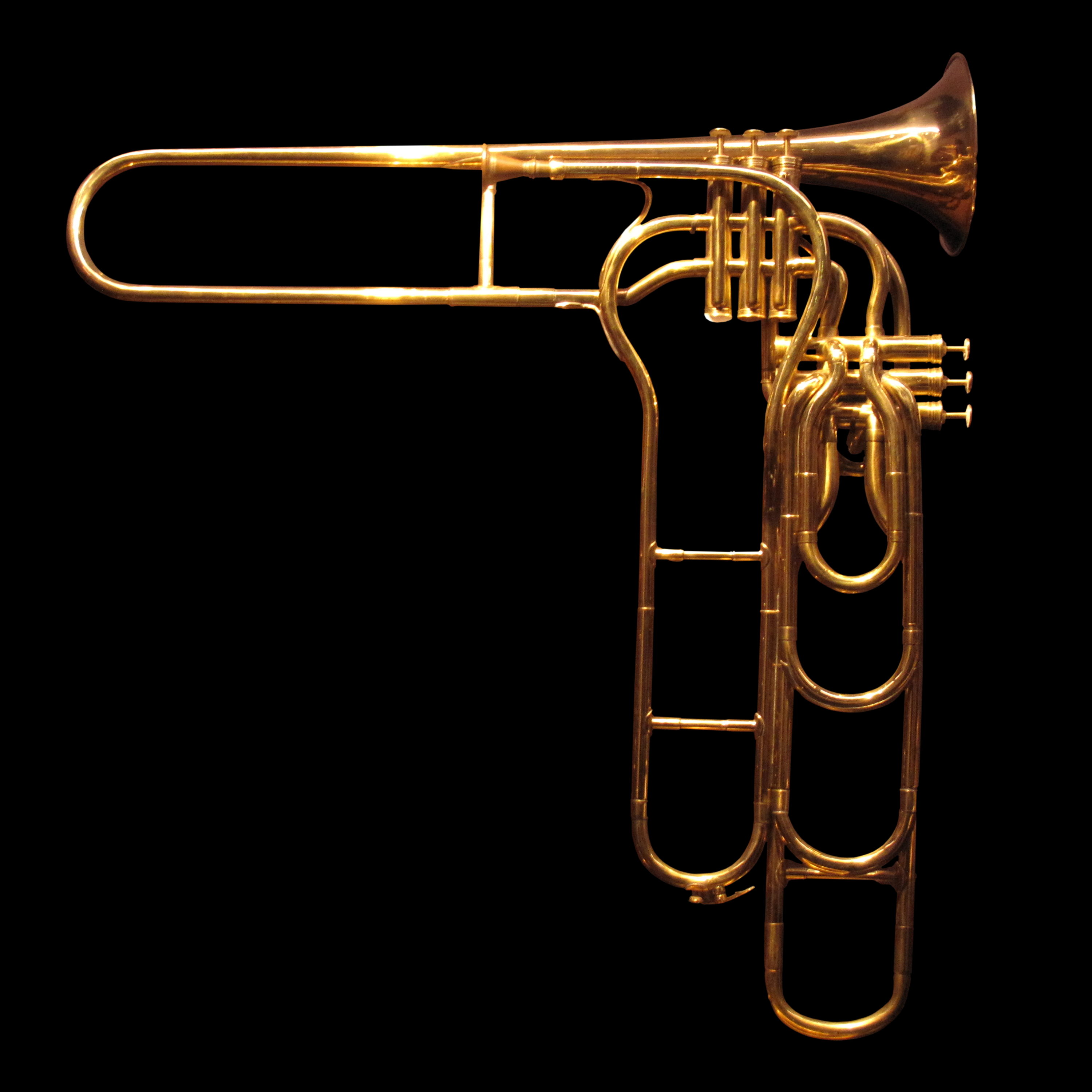
6鍵長號

## 紀念
2015年11月6日，Google更改其首頁塗鴉以紀念阿道夫‧色士201歲冥誕。

## 外部連結
- extensive biography of Adolphe Sax （页面存档备份，存于）
- Pictures of five Sax Saxophones (circa 1858-76) （页面存档备份，存于）
- 在Find a Grave上的阿道夫·萨克斯
- 現代音樂舞蹈學校[永久]